# The Secret Language of Birds
The Secret Language of Birds (1998) - третій студійний альбом Ієна Андерсона, виданий у 2000 році. Його назва пов'язана з хором, що складається з природних звуків птахів, які звучать на початку весняного світанку.

## Список композицій
1. "The Secret Language of Birds" – 4:17
2. "The Little Flower Girl" – 3:37
3. "Montserrat" – 3:21
4. "Postcard Day" – 5:07
5. "The Water Carrier" – 2:56
6. "Set-Aside" – 1:29
7. "A Better Moon" – 3:46
8. "Sanctuary" – 4:42
9. "The Jasmine Corridor" – 3:54
10. "The Habanero Reel" – 4:01
11. "Panama Freighter" – 3:21
12. "The Secret Language of Birds, PT. II" – 3:06
13. "Boris Dancing" – 3:07
14. "Circular Breathing" – 3:45
15. "The Stormont Shuffle" – 3:20
16. Extra Track Intro (unlisted) – 0:08
17. "In the Grip of Stronger Stuff" (unlisted bonus track on US release. Recorded by Dutch TV for '2 Meter Sessies', 19 October 1999. Broadcast 23 December) – 2:50
18. "Thick as a Brick" (unlisted bonus track on US release. Recorded by Dutch TV for '2 Meter Sessies', 19 October 1999. Broadcast 23 December) – 2:37

## Описова інструкція
До кожного запису, Андерсон написав вступ:
- The Secret Language of Birds: "Хор великого світанку. Ранок після ночі. Може виявитися спеціальною людиною. З цього все посинається."
- The Little Flower Girl: "Сер William Russell Flint's повністю одягнений, але кокетлива квітуча дівчина. Це була його улюблена модель Сесілія? Тільки показ для роботи іншого дня. Шапки одне з найбільших технічних акварелістів усіх часів."
- Montserrat: Був там. Між виверженнями. Останній задихання колоніальної зради. Серце згасає. Гном Пуантіана ще сильний, тут, вдома. Пустища Ashfall, де я їх забрав."
- Postcard Day: "Свято. Провести просто чудовий час. Хотілося б, щоб ви були тут, але якось раді, що ви цього не зробили."
- The Water Carrier: "Н2О будь-якою ціною. Ні, діарея мандрівника. Не шкодує. Не залишилося жодної невеликої зміни. Найкращі горщики з глиняного посуду сера WRF та Уолтера Ленглі. Чи мали б вони, як з любов'ю виконали форму та колір" 1,5-літрової пластикової пляшки? Звичайно."
- Set-Aside: "Безглузде і нерівномірне переважання." Дивитися Set-aside[1]
- A Better Moon: "Смачні та субтропічні образи Альберта Моультона Фоверакера (Albert Moulton Foweraker) та фантазії в п'яти тисячах миль від дому."
- Sanctuary: "Останній притулок в зоопарку, а діти змарнули. Хитрий один спробувати. Змусив мене плакати."
- The Jasmine Corridor: "Чудове місце сказати допобачення. Гарний запах, гарний вигляд, все добре. Обличчя на схід. Завжди оптимістичне світло. Ніколи, ніколи насправді не закінчується."
- The Habanero Reel: "Якщо говорити простіше, то я думаю, що досить багато людей знають, як я захоплююся гострою їжею, особливо ті, хто відвідав наш вебсайт. Я використовую багато перців чилі, коли готую вдома, і загальноприйнятим вбивчою солею № 10 з Карибського моря, що є близьким родичем до шотландського капелюшка, до якого я також посилаюся у цій пісні. «Котушка Хабанеро» - це лише ода capicum, яка виділяє ту надмірну, палаючу спеку. Звичайно, найкраще в цьому, як я кажу в пісні, це те, що це суворо законно!"
- Panama Freighter: "Одинокий путівник по планеті до романсу мандрівників. Прагматизм. Цинізм. Ви берете американський долар?"
- The Secret Language of Birds, Pt. II: "Семантична відмінка. Ви зі мною?"
- Boris Dancing: "У мене завжди було м'яке місце для Бориса Єльцина (Boris Yeltsin), я писав музику до "Борисових танців" на основі візуального зображення репортажу CNN, коли Борис прагнув переобрання. Він був знятий на Червоній площі, рясно потіючи, з яскраво-червоним в обличчям, несамовито бугуючи перед молодим московським рок-гуртом. Він ледь не помер від серцевого нападу лише через пару днів. Пісня в декількох досить важких для підписання часових підписах, та коли Борис танцював, то він не зовсім попадав у такт. «Борисові танці» - це лише святкування його дивного, індивідуального стилю танцю."
- Circular Breathing: "Глибокий вдих, який триває назавжди. Дивно відокремлений, але об'єктивний вид з висоти. Вчитися літати (пісня Pink Floyd) зустрічається з L.S. Lowry та  відповідає пісні Status Quo (смуга) "Зображення чоловіків із сірників". Чи ні."
- The Stormont Shuffle: "Спокій, любов, нерозуміння. Зняття язиків гадюк. Дві частини мелодії: північ і південь, слизький Самс, стогін Мінні. Подвійний крос, подвійна розмова, подвійна неприємність."[1]

## Склад
- Ian Anderson – вокал, флейта, акустична гітара, акустична бас-гітара, мандоліна, перкусія
- Andrew Giddings – акордеон, піаніно, орган, перкусія, бас-гітара, клавіші
- Gerry Conway (musician)|Gerry Conway – ударні в 'The Secret Language of Birds', 'The Little Flower Girl'
- Darrin Mooney – ударні в 'Sanctuary', 'The Secret Language of Birds, Pt.II'
- James Duncan Anderson – ударні в 'Panama Freighter'
- Martin Barre – електрогітара в 'Boris Dancing', 'The Water Carrier'